# Bazaar (Supermarkt)
Die Bazaar A.E. ist eine griechische Handelskette, mit Sitz in Moschato-Tavros. Das zur Veroukas-Gruppe gehörende Unternehmen betreibt unter dem Namen Bazaar (Eigenschreibweise: BAZAAR) 190 Filialen im Lebensmittelsektor, davon 180 Discountermärkte im Lebensmitteleinzelhandel sowie zehn Cash & Carry-Märkte im Lebensmittelgroßhandel. Die Aktiengesellschaft beschäftigt 1400 Mitarbeiter in Vollzeit und gehört damit zu den 100 größten Arbeitgebern des Landes.

## Geschichte

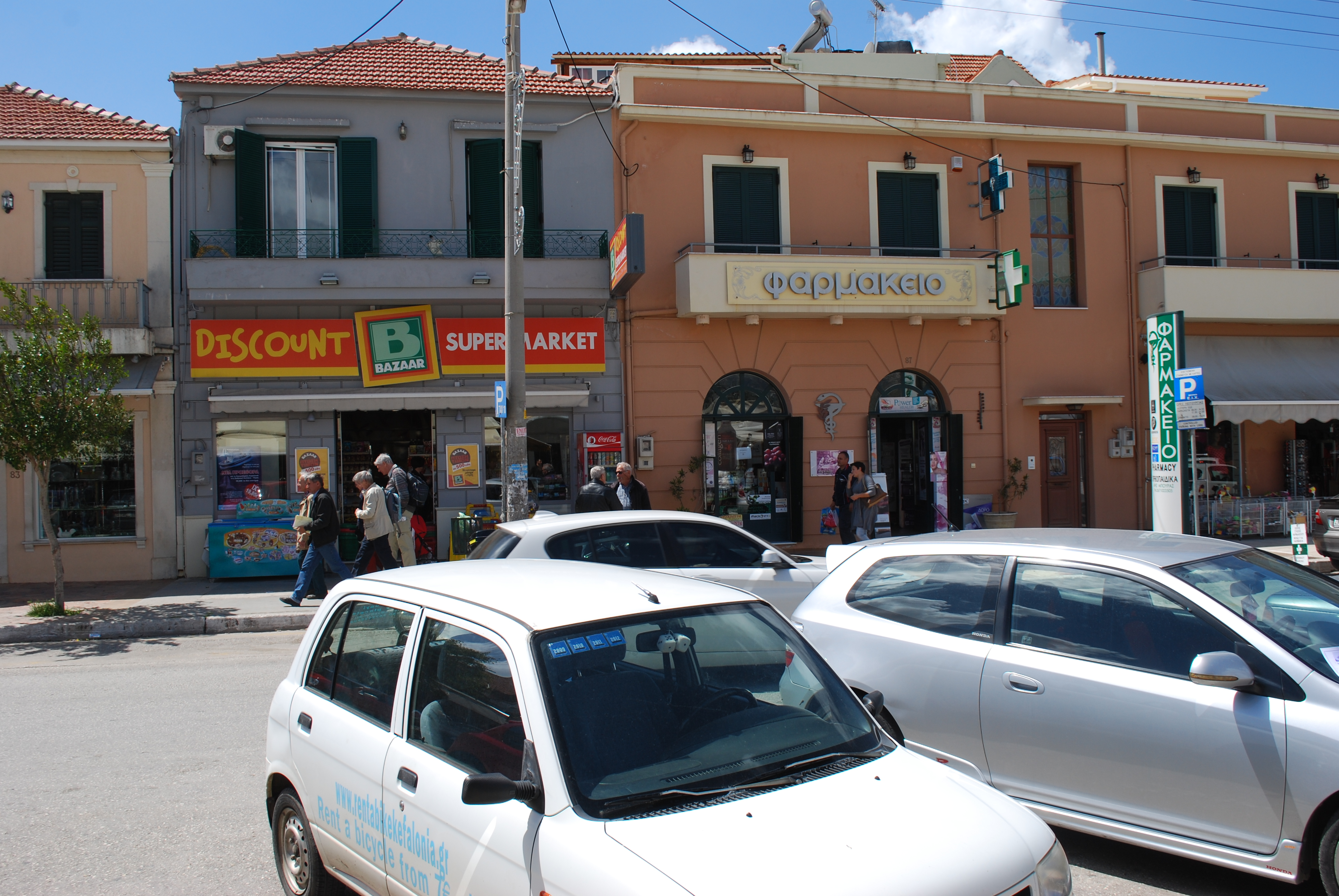
Ein Bazaar-Markt auf Kefalonia, im April 2014

Die Handelskette wurde 1994 von Dimos Veroukas gegründet. Sechs Jahre später waren bereits 33 Filialen eröffnet, im Jahr 2008 bestand das Filialnetz aus 60 Standorten. Zwei Jahre später konnte man bereits 85 Märkte zählen, darunter 36 als Franchise-Märkte. Das Geschäftsjahr 2013 konnte man 122 Millionen Euro abschließen. Die Anzahl der Filialen wurde auf 100 erhöht, wobei 35 von selbstständigen Kaufleuten und 65 als Regiemärkte betrieben wurden. Am 4. April 2018 schlossen zwischen 15:00 Uhr und 17:00 Uhr alle Filialen, um den verstorbenen Geschäftsmann Stelios Sklavenitis, den Gründer der landesweit größten Supermarktkette Sklavenitis, zu ehren. Für 2018 wurde ein Umsatz von rund 180 Millionen Euro erwartet. Im Juni 2018 beschäftigte man 1300 Mitarbeiter. Zur gleichen Zeit wurden alte Märkte auf ein neues Design umgebaut. Zwischen der griechischen Spar-Gesellschaft Spar Hellas und Bazaar kam es im November 2019 zu einem strategischen Zusammenschluss. So wird seit dem 1. März 2020 die Belieferung der meisten Spar-Standorte von Bazaar übernommen.
Der Gründer der Kette verstarb unerwartet im Februar 2020 an einem Herzinfarkt. Als Reaktion darauf wurde eine außerordentliche Sitzung des Unternehmensvorstands abgehalten. Alle Filialen waren am 24. Februar 2020, dem Tag der Beerdigung geschlossen, zudem wurde in den Märkten ab diesem Tag bis einschließlich 1. April 2020 keine Musik gespielt. Im selben Jahr stieg man, zum Jahresende, aus der Einkaufsgemeinschaft Elomas aus. 2021 erwirtschaftete man einen Umsatz von 195 Millionen Euro. Durch die im November 2020 gestartete Zusammenarbeit zwischen dem deutschen Unternehmen Viafintech und der Kette, können Kunden der Bank N26 seit April 2021 an den Kassen der Märkte Ein- und Auszahlungen per Barcode vornehmen.
Rund zweieinhalb Jahre nach Dimos Veroukas' Tod wurde im Herbst 2022 sein Bruder Giorgos, der zu diesem Zeitpunkt 33 % der Anteile hielt, neuer Alleineigner der Kette. Hintergrund waren monatelange Verhandlungen mit den Erben von Dimos. Seine Frau und zwei Kinder sowie Dimos' und Giorgos' Bruder Alexis verkauften ihren Anteile an Giorgos Veroukas. Gegenüber dem Vorjahr konnte der Umsatz für das Jahr 2022 auf 212 Millionen Euro gesteigert werden. Im August 2023 betrieb das Unternehmen mehrere Zentralläger, in Iraklio, Moschato-Tavros, Sindos (Thessaloniki) sowie auf Rhodos. Die bestehenden Läger sollen erweitert werden, weiterhin sollen in Nikea-Agios Ioannis Rendis und auf Santorin neue Logistikzentren entstehen. Seit Oktober 2023 gehört Bazaar dem griechischen Supermarktverband (gr.: Ένωση Σούπερ-Μάρκετ Ελλάδας), kurz ESE (ΕΣΕ) an.